# Halifax School for the Blind

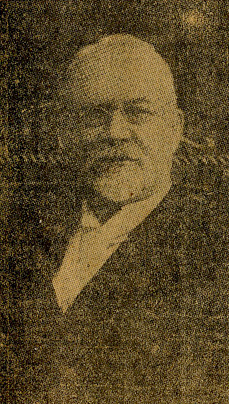
Sir Charles Frederick Fraser im Evening Mail, Toronto 1918

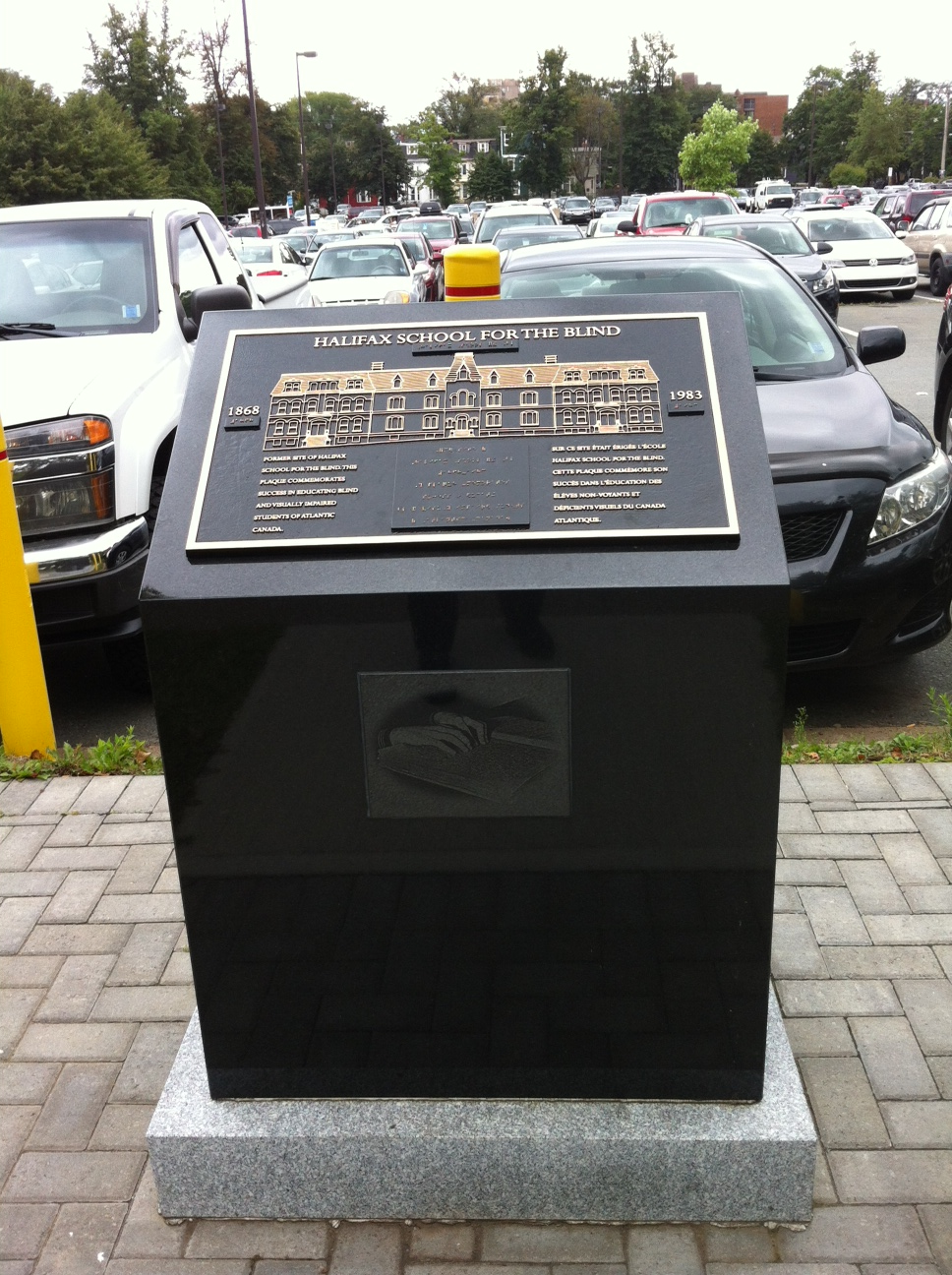
Denkmal der Halifax School for the Blind, University Ave., Halifax, Nova Scotia

Die Halifax School for the Blind (Halifax Schule für Blinde) wurde 1871 in der Morris Street in Halifax als Halifax Asylum for the Blind eröffnet und war die erste Internatsschule für Blinde in Kanada. Der erste Leiter der Schule war bis 1923 Sir Charles Frederick Fraser, der selbst sehbehindert war und an der Perkins School for the Blind in Boston studiert hatte.
Im ersten Jahrhundert ihres Bestehens war die Schule eine Privatschule, bis sie 1975 unter der neu geschaffenen Atlantic Provinces Special Education Authority (APSEA) zu einer öffentlichen Einrichtung wurde und Schülern aus dem gesamten atlantischen Kanada kostenlose Bildung anbot.
Die Schule wurde 1983 geschlossen und durch eine neue Schule einige Blocks weiter ersetzt, die zum Gedenken an den Gründer Sir Frederick Fraser School for the Blind genannt wurde. 2012 wurde in der Nähe des Standorts der alten Schule eine Gedenktafel angebracht.
Die Halifax School for the Deaf (Halifax Schule für Gehörlose) wurde 1856 gegründet. Die beiden Halifax-Schulen wurden 1994–1995 im APSEA Centre in der South Street zusammengelegt.

## Bekannte Schüler
- Vivian Berkeley
- Eric Davidson
- Terry Kelly
- Fred McKenna

## Weiterführende Weblinks und Literatur
- Jahresbericht. 1939
- Bild der Blindenschule, Notman Studio
- Frederick Fraser: What we do for the Blind, Toronto Star, 1918
- Shirley Trites. "Reading Hands: The Halifax School for the Blind". 2003
- Nova Scotia Archives, Halifax School for the Blind fonds (Enthält Aufzeichnungen über Augenverletzungen bei der Halifax-Explosion 1917)